# Championnat de Nouvelle-Zélande de football 2010-2011
Navigation
Saison précédente Saison suivante
La saison 2010-2011 du Championnat de Nouvelle-Zélande de football est la quarante-deuxième édition du championnat de première division en Nouvelle-Zélande et la 7e édition du New Zealand Football Championship. Le NZFC regroupe huit clubs du pays au sein d'une poule unique, où ils s'affrontent deux fois au cours de la saison, à domicile et à l'extérieur. À la fin de la compétition, les quatre premiers du classement disputent la phase finale pour le titre. Le championnat fonctionne avec un système de franchises, comme en Australie ou en Major League Soccer; il n'y a donc ni promotion, ni relégation en fin de saison.
Le club de Waitakere United, tenant du titre, réalise le doublé cette saison en s'imposant en finale du championnat face à son rival, l'Auckland City FC. Il s'agit du 3e titre de champion de Nouvelle-Zélande de l'histoire du club en 4 saisons.
Deux places qualificatives pour la Ligue des champions sont attribuées : une pour le premier du classement à l'issue de la saison régulière et une pour le vainqueur de la finale nationale. Si un club termine en tête du classement puis remporte la finale, c'est le deuxième du classement qui reçoit son billet pour la Ligue des champions; c'est ce qui s'est produit cette saison.

## Les clubs participants
| - Auckland City FC - Waitakere United - Team Wellington - Canterbury United | - Hawke's Bay United - Otago United - YoungHeart Manawatu - Waikato FC |

## Compétition

### Première phase

#### Classement
Le barème utilisé pour établir le classement est le suivant :
- Victoire : 3 points
- Match nul : 1 point
- Défaite : 0 point

| Rang | Équipe              | Pts | J  | G  | N | P  | Bp | Bc | Diff |
| ---- | ------------------- | --- | -- | -- | - | -- | -- | -- | ---- |
| 1    | Waitakere United T  | 36  | 14 | 12 | 0 | 2  | 39 | 12 | +27  |
| 2    | Auckland City       | 30  | 14 | 9  | 3 | 2  | 29 | 12 | +17  |
| 3    | Team Wellington     | 23  | 14 | 7  | 2 | 5  | 28 | 23 | +5   |
| 4    | Canterbury United   | 20  | 14 | 6  | 2 | 6  | 20 | 19 | +1   |
| 5    | Hawke's Bay United  | 19  | 14 | 5  | 4 | 5  | 18 | 22 | -4   |
| 6    | Waikato FC          | 15  | 14 | 4  | 3 | 7  | 21 | 33 | -12  |
| 7    | Otago United        | 12  | 14 | 3  | 3 | 8  | 15 | 30 | -15  |
| 8    | YoungHeart Manawatu | 4   | 14 | 1  | 1 | 12 | 19 | 38 | -19  |

|  | Qualification pour la phase finale et la Ligue des champions 2011-2012 |
|  | Qualification pour la phase finale                                     |
|  | T : Tenant du titre                                                    |

#### Résultats
| Résultats (▼dom., ►ext.) | ACFC | CU  | HBU | OU  | TW  | WFC | WU  | YM  |
| Auckland City FC         |      | 0-1 | 5-0 | 0-0 | 2-0 | 5-1 | 1-3 | 3-1 |
| Canterbury United        | 1-2  |     | 0-0 | 3-1 | 1-2 | 2-2 | 0-2 | 1-0 |
| Hawke's Bay United       | 2-2  | 1-2 |     | 3-2 | 2-3 | 1-1 | 1-3 | 2-1 |
| Otago United             | 0-3  | 2-1 | 0-0 |     | 0-3 | 0-1 | 1-2 | 4-3 |
| Team Wellington          | 0-0  | 2-4 | 1-3 | 5-0 |     | 3-1 | 1-2 | 2-2 |
| Waikato FC               | 2-3  | 1-0 | 1-0 | 2-2 | 2-3 |     | 1-3 | 3-0 |
| Waitakere United         | 0-1  | 2-1 | 1-2 | 3-1 | 2-0 | 6-1 |     | 6-1 |
| YoungHeart Manawatu      | 1-2  | 2-3 | 0-1 | 1-2 | 2-3 | 5-2 | 0-4 |     |

### Phase finale

#### Tableau
|  | Demi-finales            | Demi-finales            |                      |       | Finale        | Finale        |
|  | Demi-finales            | Demi-finales            |                      |       | Finale        | Finale        |
|  |                         |                         |                      |       |               |               |
|  | 13 mars et 3 avril 2011 | 13 mars et 3 avril 2011 |                      |       | 10 avril 2011 | 10 avril 2011 |
|  | 13 mars et 3 avril 2011 | 13 mars et 3 avril 2011 |                      |       | 10 avril 2011 | 10 avril 2011 |
|  | [1] Waitakere United    | 6 - 0                   |                      |       | 10 avril 2011 | 10 avril 2011 |
|  | [1] Waitakere United    | 6 - 0                   |                      |       | 10 avril 2011 | 10 avril 2011 |
|  | [4] Canterbury United   | 2 - 1                   |                      |       | 10 avril 2011 | 10 avril 2011 |
|  | [4] Canterbury United   | 2 - 1                   | [1] Waitakere United | 3     |               |               |
|  | 13 et 27 mars 2011      |                         | [1] Waitakere United | 3     |               |               |
|  |                         | [2] Auckland City FC    | 2                    |       |               |               |
|  | [2] Auckland City FC    | [2] Auckland City FC    | 2                    | 2 - 5 |               |               |
|  | [2] Auckland City FC    |                         |                      | 2 - 5 |               |               |
|  | [3] Team Wellington     | 0 - 1                   |                      |       |               |               |
|  | [3] Team Wellington     | 0 - 1                   |                      |       |               |               |

#### Demi-finales
| Équipe 1         | Résultat | Équipe 2          | Aller | Retour |
| ---------------- | -------- | ----------------- | ----- | ------ |
| Waitakere United | 6 - 3    | Canterbury United | 6 - 2 | 0 - 1  |
| Team Wellington  | 1 - 7    | Auckland City FC  | 0 - 2 | 1 - 5  |

#### Finale
| Équipe 1         | Résultat | Équipe 2         |
| ---------------- | -------- | ---------------- |
| Auckland City FC | 2 - 3    | Waitakere United |

## Bilan de la saison
| Championnat de Nouvelle-Zélande de football 2010-2011 |                             |
| Champion                                              | Waitakere United (3e titre) |
| Qualifications continentales                          |                             |
| Ligue des champions de l'OFC 2011-2012                | Waitakere United            |
| Ligue des champions de l'OFC 2011-2012                | Auckland City FC            |